# Bjorn Eppenga
Bjorn Eppenga (Maastricht, 7 oktober 1992) is een Nederlands voetballer die in het seizoen 2011/2012 als middenvelder uitkwam voor MVV Maastricht. Hij maakte zijn debuut in het betaald voetbal in de thuiswedstrijd tegen SC Veendam.